# Хенричи, Петер
Петер Карл Хенричи (нем. Peter Karl Henrici; 13 сентября 1923, Базель, Базель-Штадт — 13 марта 1987, Цюрих, Цюрих) — швейцарский математик, наиболее известный своим вкладом в область численного анализа.

## Биография
Родился 13 сентября 1923 года в Базеле, Швейцария.
Петер Хенричи два года изучал право в Базельском университете. После Второй мировой войны он перешёл в Швейцарскую высшую техническую школу Цюриха, где получил диплом инженера-электрика (1948) и докторскую степень по математике под руководством математика Эдуарда Штифеля (1952).
В 1951 году он переехал в США, где работал по контракту с Американским университетом и Национальным бюро стандартов. Затем, с 1956 по 1962 год, он преподавал в Калифорнийском университете в Лос-Анджелесе, где уже стал профессором. В 1962 году он вернулся в Швейцарскую высшую техническую школу Цюриха в качестве профессора, и эту должность он сохранял до конца своей жизни. Хотя он также занимал должность по совместительству в качестве заслуженного профессора математики Уильяма Р. Кенана-младшего в Университете Северной Каролины Чапел-Хилл с 1985 года.
Признанный во всём мире численный аналитик Петер Хенричи, опубликовавший 11 книг и более 80 исследовательских работ, был также пианистом и уважаемым учителем. Он был редактором ряда научных журналов, включая Numerische Mathematik и Zeitschrift für Angewandte Mathematik und Physik. В 1962 году он был спикером на Международном конгрессе математиков, а в 1978 году он прочитал лекцию Джона фон Неймана в Обществе промышленной и прикладной математики.
Умер 13 марта 1987 года в Цюрихе, Швейцария.

## Премия Питера Хенричи
Каждые четыре года, начиная с 1999 года, Швейцарская высшая техническая школа Цюриха и Общество промышленной и прикладной математики присуждают премию Петера Хенричи за «оригинальный вклад в прикладной анализ и численный анализ и/или за экспозицию, подходящую для прикладной математики и научных вычислений».

## Публикации
- Henrici, Peter. Discrete variable methods in ordinary differential equations. — Wiley, 1962.

- Henrici, Peter. Error propagation for difference methods. — Wiley, 1963.

- Henrici, Peter. Elements of numerical analysis. — Wiley, 1964.

- Henrici, Peter. Applied and computational complex analysis, Volume 1: Power series—integration—conformal mapping—location of zeros. — Wiley, 1974. — ISBN 0-471-37244-7.

- Henrici, Peter. Applied and computational complex analysis, Volume 2: Special functions—integral transforms—asymptotics—continued fractions. — Wiley, 1977. — ISBN 0-471-01525-3.
- Henrici, Peter. Computational Analysis with the HP-25 Pocket Calculator. — Wiley, 1977. — ISBN 0-471-02938-6.
- Henrici, Peter. Applied and computational complex analysis, Volume 3: Discrete Fourier analysis—Cauchy integrals—construction of conformal maps—univalent functions. — Wiley, 1986. — ISBN 0-471-08703-3.